# Nils Sigridsson (Natt och Dag)
Nils Sigridsson (Natt och Dag), död 1299, var en svensk riddare, lagman och riksråd. Är den äldsta kända stamfadern för Sveriges äldsta släkt, ätten Natt och Dag. Blev lagman i Tiohärads lagsaga 1286 efter Folke Karlsson (Lejonbalk) och hans efterträdare blev Magnus Karlsson (Lejonbalk). Nils var släkt med Folke Karlsson (Lejonbalk).
Nils fick 1280 av östgötalagmannen ett utfärdat brev som förläning den konungen och Ydre härad tillhöriga gården Ringshult i Torpa socken (heter idag Liljeholmen och är belägen i Blåviks socken, Boxholms kommun). Gården kom att tillhöra Natt och Dag fram till 1500-talet. Han nämns i brevet med titeln "dominus", som tyder på att han redan då var riddare.

## Biografi
Nils Sigridsson var (Natt och Dag) son till Bo Matsson (Natt och Dag) och Sigrid. Han var 1280 riddare. Nils Sigridsson fick 1280 bostaden Ringhult i Torpa socken och den östgötske lagmannen underrättade de som bodde i Ydre härad. Han var 1288 riksråd hos kung Birger Magnusson och var mellan 1286 och 1299 lagman i Värends lagsaga. Den 16 juli 1299 skrev han ett testamente, Sigridsson var då sjuk och hade sagt att han vill begravas i Askaby kloster bredvid sin avlidna maka. Sigridsson avled troligen 1299.

### Familj
Nils Sigridsson var gift och fick barnen:
1. Bo Nilsson (Natt och Dag), riddare och riksråd.
2. Sigrid Nilsdotter, gift med riddaren Ture Kettilsson (Bielke).
3. Birgitta Nilsdotter, gift 10 april 1307 med väpnaren Jedvard Filipsson (Rumbyätten) (snedbjälke).
4. Karl Nilsson, gift med Cecilia Glysingsdotter.
5. Kristina Nilsdotter, gift med riddaren Håkan Jonsson (Läma). Var änka 1340.